# Chrysophyllum januariense
Chrysophyllum januariense – gatunek drzew należących do rodziny sączyńcowatych. Gatunek oficjalnie uznaje się za regionalnie wymarły na terenie Brazylii, w rejonie Rio de Janeiro chociaż w 2010 roku potwierdzono jego stanowiska w Brazylii.